# Héphaistia
Ne doit pas être confondu avec Héphaisties.
Héphaistia (grec ancien : Ἡφαιστία), ou Héphaistias (Ἡφαιστίας), est une ancienne cité située sur la rive nord de l'île de Lemnos, en Égée-Septentrionale dont l'origine remonte à la Grèce antique. C'est désormais un site archéologique.  Elle est nommée en l'honneur d'Héphaïstos, dieu grec du feu, de la forge, de la métallurgie et des volcans. Son culte était maintenu sur l'île. C'était autrefois la capitale de l'île (VIIIe au VIe siècle avant J.-C.) et il n'en reste que les ruines.
Le théâtre grec date de la fin du Ve siècle et du début du IVe siècle avant notre ère. Il a été reconstruit de 2000 à 2004, et en 2010, la première pièce de théâtre (Œdipe roi de Sophocle) a été jouée après 2 500 ans. Le théâtre a une capacité de 200 personnes dans la zone principale et de 1 000 personnes supplémentaires à l'extérieur. 

## Histoire
Selon l'historien Hérodote, les villes de l'île de Lemnos, Héphaistia et Myrina, étaient habitées par des Pélasges. Ceux-ci avaient promis de rendre l'île aux Athéniens si, à une occasion, des navires athéniens, poussés par les vents du nord, parvenaient à rallier l'île en moins de neuf jours depuis Athènes. Bien des années plus tard, les Athéniens, sous les ordres de Miltiade le Jeune, font la traversée en huit jours. Les habitants pélasges d'Héphaistia quittent l'île, mais ceux de Myrina résistent et sont assiégés jusqu'à ce qu'ils se rendent, vers l'an 500 avant J.-C..
La ville est mentionnée par des auteurs ultérieurs, notamment Pline l'Ancien, Ptolémée et Étienne de Byzance.
Des pièces de monnaie d'Hephaestia subsistent. 

## Découverte

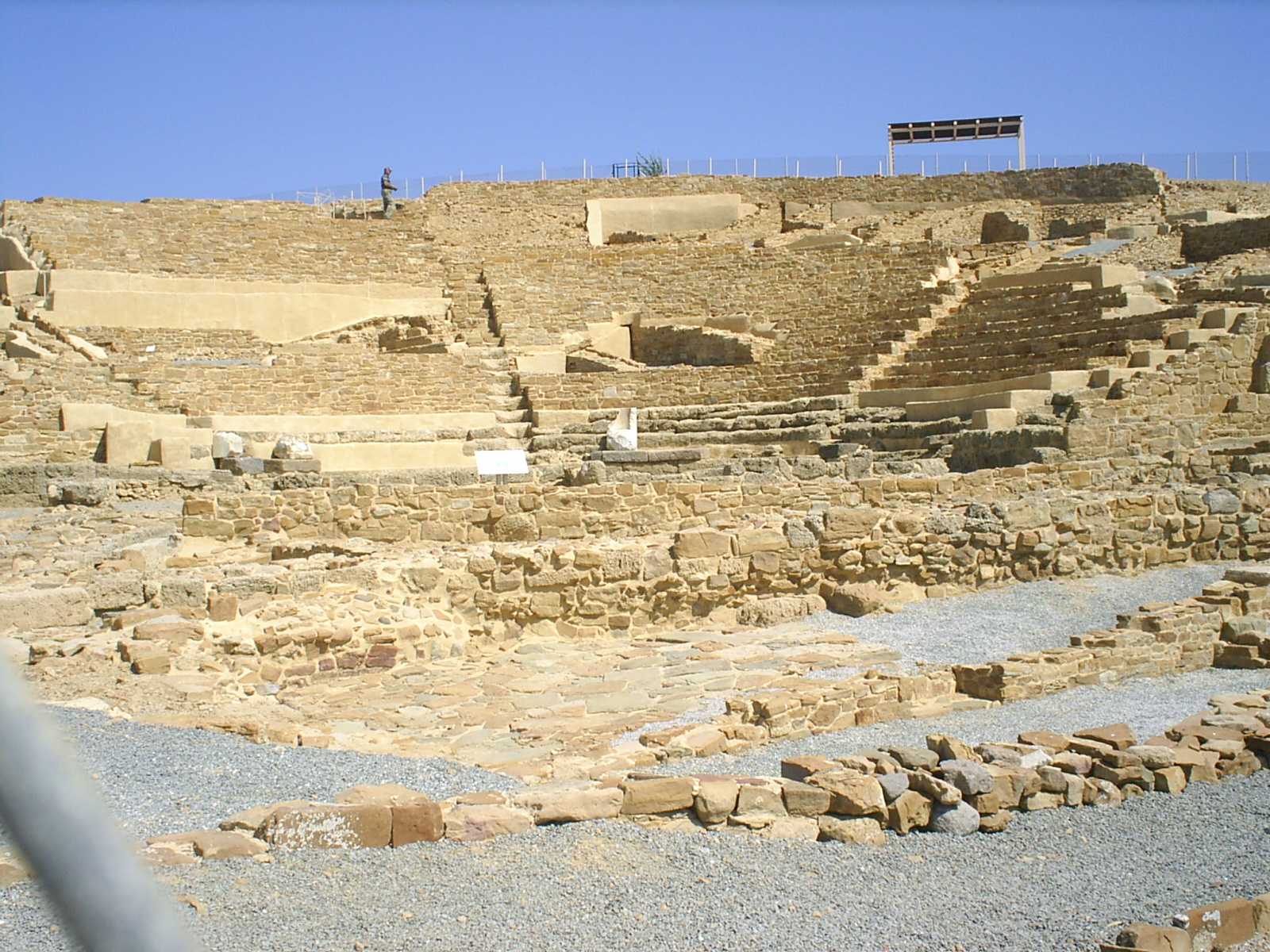
Vue rapprochée du théâtre antique.

En août et septembre 1926, des membres de l'École italienne d'archéologie d'Athènes mènent des fouilles expérimentales sur l'île, dont l'objectif global est de faire la lumière sur la civilisation étrusco-pélasgienne de l'île. Les fouilles sont menées sur le site de la ville d'Héphaistia (c'est-à-dire Palaiopolis) où les Pélasges, selon Hérodote, se sont rendus à Miltiade.
Une nécropole, des IXe – VIIIe siècles avant J.-C., y est découverte, révélant des objets en bronze, des pots et plus de 130 ossuaires. Ceux-ci contiennent des ornements funéraires distinctement masculins et féminins. Les ossuaires masculins sont des couteaux et des haches tandis que les ossuaires féminins contiennent des boucles d'oreilles, des épingles en bronze, des colliers, des diadèmes en or et des bracelets. Les décorations de certains objets en or présentent des spirales d'origine mycénienne, mais pas de l'époque géométrique. D'après leur ornementation, les pots découverts sur le site sont de la période géométrique. Cependant, les pots conservent également des spirales indicatives de l'art mycénien. Les résultats des fouilles indiquent que les habitants de Lemnos, au début de l'âge du fer peuvent être un vestige d'une population mycénienne et, en outre, la plus ancienne référence attestée à Lemnos est le grec mycénien ra-mi-ni-ja, femme de Lemnos, en écriture syllabique linéaire B.